# Franco da Rocha
Franco da Rocha är en stad och kommun i Brasilien och ligger i delstaten São Paulo. Kommunen ingår i São Paulos storstadsområde och hade år 2014 cirka 1404 000 invånare. Franco da Rocha fick kommunrättigheter 1944.